# Island ved OL
Island deltog første gang i olympiske lege under Sommer-OL 1912 i Stockholm, men deltog ikke igen før under Sommer-OL 1936 i Berlin og har siden deltaget i samtlige efterfølgende sommerlege. Island deltog første gang i vinterlege under Vinter-OL 1948 i St. Moritz, og har siden deltaget i alle vinterlege undtaget Vinter-OL 1972 i Sapporo.

## Medaljeoversigt
| Islands medaljer under de olympiske sommerlege | Islands medaljer under de olympiske sommerlege | Islands medaljer under de olympiske sommerlege | Islands medaljer under de olympiske sommerlege | Islands medaljer under de olympiske sommerlege | Islands medaljer under de olympiske sommerlege |                             | Islands medaljer under de olympiske vinterlege | Islands medaljer under de olympiske vinterlege | Islands medaljer under de olympiske vinterlege | Islands medaljer under de olympiske vinterlege | Islands medaljer under de olympiske vinterlege | Islands medaljer under de olympiske vinterlege |
| Lege                                           | Guld                                           | Sølv                                           | Bronze                                         | Totalt                                         | Rang                                           | Lege                        | Guld                                           | Sølv                                           | Bronze                                         | Totalt                                         | Rang                                           |                                                |
| 1912 Stockholm                                 | 0                                              | 0                                              | 0                                              | 0                                              | –                                              |                             |                                                |                                                |                                                |                                                |                                                |                                                |
| 1920 Antwerpen                                 | Deltog ikke                                    | Deltog ikke                                    | Deltog ikke                                    | Deltog ikke                                    | Deltog ikke                                    |                             |                                                |                                                |                                                |                                                |                                                |                                                |
| 1924 Paris                                     | Deltog ikke                                    | Deltog ikke                                    | Deltog ikke                                    | Deltog ikke                                    | Deltog ikke                                    | 1924 Chamonix               | Deltog ikke                                    | Deltog ikke                                    | Deltog ikke                                    | Deltog ikke                                    | Deltog ikke                                    |                                                |
| 1928 Amsterdam                                 | Deltog ikke                                    | Deltog ikke                                    | Deltog ikke                                    | Deltog ikke                                    | Deltog ikke                                    | 1928 St. Moritz             | Deltog ikke                                    | Deltog ikke                                    | Deltog ikke                                    | Deltog ikke                                    | Deltog ikke                                    |                                                |
| 1932 Los Angeles                               | Deltog ikke                                    | Deltog ikke                                    | Deltog ikke                                    | Deltog ikke                                    | Deltog ikke                                    | 1932 Lake Placid            | Deltog ikke                                    | Deltog ikke                                    | Deltog ikke                                    | Deltog ikke                                    | Deltog ikke                                    |                                                |
| 1936 Berlin                                    | 0                                              | 0                                              | 0                                              | 0                                              | –                                              | 1936 Garmisch-Partenkirchen | Deltog ikke                                    | Deltog ikke                                    | Deltog ikke                                    | Deltog ikke                                    | Deltog ikke                                    |                                                |
| 1948 London                                    | 0                                              | 0                                              | 0                                              | 0                                              | –                                              | 1948 St. Moritz             | 0                                              | 0                                              | 0                                              | 0                                              | –                                              |                                                |
| 1952 Helsingfors                               | 0                                              | 0                                              | 0                                              | 0                                              | –                                              | 1952 Oslo                   | 0                                              | 0                                              | 0                                              | 0                                              | –                                              |                                                |
| 1956 Melbourne/Stockholm                       | 0                                              | 1                                              | 0                                              | 1                                              | 31                                             | 1956 Cortina d'Ampezzo      | 0                                              | 0                                              | 0                                              | 0                                              | –                                              |                                                |
| 1960 Roma                                      | 0                                              | 0                                              | 0                                              | 0                                              | –                                              | 1960 Squaw Valley           | 0                                              | 0                                              | 0                                              | 0                                              | –                                              |                                                |
| 1964 Tokyo                                     | 0                                              | 0                                              | 0                                              | 0                                              | –                                              | 1964 Innsbruck              | 0                                              | 0                                              | 0                                              | 0                                              | –                                              |                                                |
| 1968 Mexico by                                 | 0                                              | 0                                              | 0                                              | 0                                              | –                                              | 1968 Grenoble               | 0                                              | 0                                              | 0                                              | 0                                              | –                                              |                                                |
| 1972 München                                   | 0                                              | 0                                              | 0                                              | 0                                              | –                                              | 1972 Sapporo                | Deltog ikke                                    | Deltog ikke                                    | Deltog ikke                                    | Deltog ikke                                    | Deltog ikke                                    |                                                |
| 1976 Montréal                                  | 0                                              | 0                                              | 0                                              | 0                                              | –                                              | 1976 Innsbruck              | 0                                              | 0                                              | 0                                              | 0                                              | –                                              |                                                |
| 1980 Moskva                                    | 0                                              | 0                                              | 0                                              | 0                                              | –                                              | 1980 Lake Placid            | 0                                              | 0                                              | 0                                              | 0                                              | –                                              |                                                |
| 1984 Los Angeles                               | 0                                              | 0                                              | 1                                              | 1                                              | 43                                             | 1984 Sarajevo               | 0                                              | 0                                              | 0                                              | 0                                              | –                                              |                                                |
| 1988 Seoul                                     | 0                                              | 0                                              | 0                                              | 0                                              | –                                              | 1988 Calgary                | 0                                              | 0                                              | 0                                              | 0                                              | –                                              |                                                |
| 1992 Barcelona                                 | 0                                              | 0                                              | 0                                              | 0                                              | –                                              | 1992 Albertville            | 0                                              | 0                                              | 0                                              | 0                                              | –                                              |                                                |
| 1996 Atlanta                                   | 0                                              | 0                                              | 0                                              | 0                                              | –                                              | 1994 Lillehammer            | 0                                              | 0                                              | 0                                              | 0                                              | –                                              |                                                |
| 2000 Sydney                                    | 0                                              | 0                                              | 1                                              | 1                                              | 71                                             | 1998 Nagano                 | 0                                              | 0                                              | 0                                              | 0                                              | –                                              |                                                |
| 2004 Athen                                     | 0                                              | 0                                              | 0                                              | 0                                              | –                                              | 2002 Salt Lake City         | 0                                              | 0                                              | 0                                              | 0                                              | –                                              |                                                |
| 2008 Beijing                                   | 0                                              | 1                                              | 0                                              | 1                                              | 70                                             | 2006 Torino                 | 0                                              | 0                                              | 0                                              | 0                                              | –                                              |                                                |
| 2012 London                                    | 0                                              | 0                                              | 0                                              | 0                                              | –                                              | 2010 Vancouver              | 0                                              | 0                                              | 0                                              | 0                                              | –                                              |                                                |
| 2016 Rio de Janeiro                            | 0                                              | 0                                              | 0                                              | 0                                              | –                                              | 2014 Sotji                  | 0                                              | 0                                              | 0                                              | 0                                              | –                                              |                                                |
| 2020 Tokyo                                     |                                                |                                                |                                                |                                                |                                                | 2018 Pyeongchang            | 0                                              | 0                                              | 0                                              | 0                                              | –                                              |                                                |
| Totalt                                         | 0                                              | 2                                              | 2                                              | 4                                              |                                                | Totalt                      | 0                                              | 0                                              | 0                                              | 0                                              |                                                |                                                |

## Medaljevindere
| Medalje | Navn | År               | Sport    | Øvelse             |
| ------- | --- | ---------------- | -------- | ------------------ |
| Sølv    | Vilhjálmur Einarsson | 1956 Melbourne   | Atletik  | Trespring, Herrer  |
| Sølv    | Sturla Ásgeirsson Arnór Atlason Logi Eldon Geirsson Snorri Steinn Guðjónsson Hreiðar Guðmundsson Róbert Gunnarsson Björgvin Páll Gústavsson Ásgeir Örn Hallgrímsson Ingimundur Ingimundarson Sverre Andreas Jakobsson Alexander Petersson Guðjón Valur Sigurðsson Sigfús Sigurðsson Ólafur Stefánsson Bjarni Fritzson | 2008 Beijing     | Håndbold | Håndbold, Herrer   |
| Bronze  | Bjarni Friðriksson | 1984 Los Angeles | Judo     | 95 kg, Herrer      |
| Bronze  | Vala Flosadóttir | 2000 Sydney      | Atletik  | Stangspring, Damer |